# 黑城遗址
黑城遗址，又名黑水城遗址，是西夏西北部军事重镇，十二监军司之一黑水镇燕监军司治所（西夏另有黑山威福军司在内蒙古阴山）。黑水城是西夏在西部地区重要的农牧业基地和边防要塞，元朝有重修，是西夏、元时期河套平原和河西走廊通往岭北行省的驿站要道。西夏语发音“亦集乃”（西夏語：𗋽𗰞），蒙古语发音为“哈拉浩特”，都意为“黑水”。

## 黑水城文献
20世纪初，俄国人彼得·库兹米奇·科兹洛夫（1863-1935）和英国人马尔克·奥莱尔·斯坦因（1862-1943）先后来此城遗城盗掘，发掘出大量西夏文资料及大批佛画。
黑水城文献包括大批佛经、历法、天文、文学、字典、文书，还有以西夏文、古波斯文、汉文、梵文、古藏文记录的各种文献。黑水城文献因为数量巨大、保存完好而著称，在研究中古时期东亚历史中具有重要地位，被誉为「打开西夏学的一个钥匙」。俄藏黑水城文献占世界西夏文献总量的百分之八十。

## 城市规划和建筑
黑水城遗址平面呈长方形，东西长450米，南北宽380米，城垣高9米。东西两面开城门，并建瓮城，四面城墙均筑马面。 
有佛教、道教和伊斯兰教等不同的建筑。其中以佛教建筑最多，占地面积也最大。

## 影视作品
- 纪录片《神秘的西夏》

- 电影《龙门飞甲》